# Virgil Pârvu
Virgil Pârvu (n. 15 noiembrie 1910, Buzău, România) a fost un membru al Partidului Comunist Român.
A fost ministrul finanțelor României în Guvernul Ion Gh. Maurer (4) (16 iulie 1968 - 12 martie 1969) și Guvernul Ion Gh. Maurer (5) (13 martie - 19 august 1969).

## Distincții
- Medalia „40 de ani de la înființarea Partidului Comunist din Romînia” (6 mai 1961) „pentru merite în activitatea de partid și întărirea regimului democrat-popular”[3]